# D1 (Slowakije)

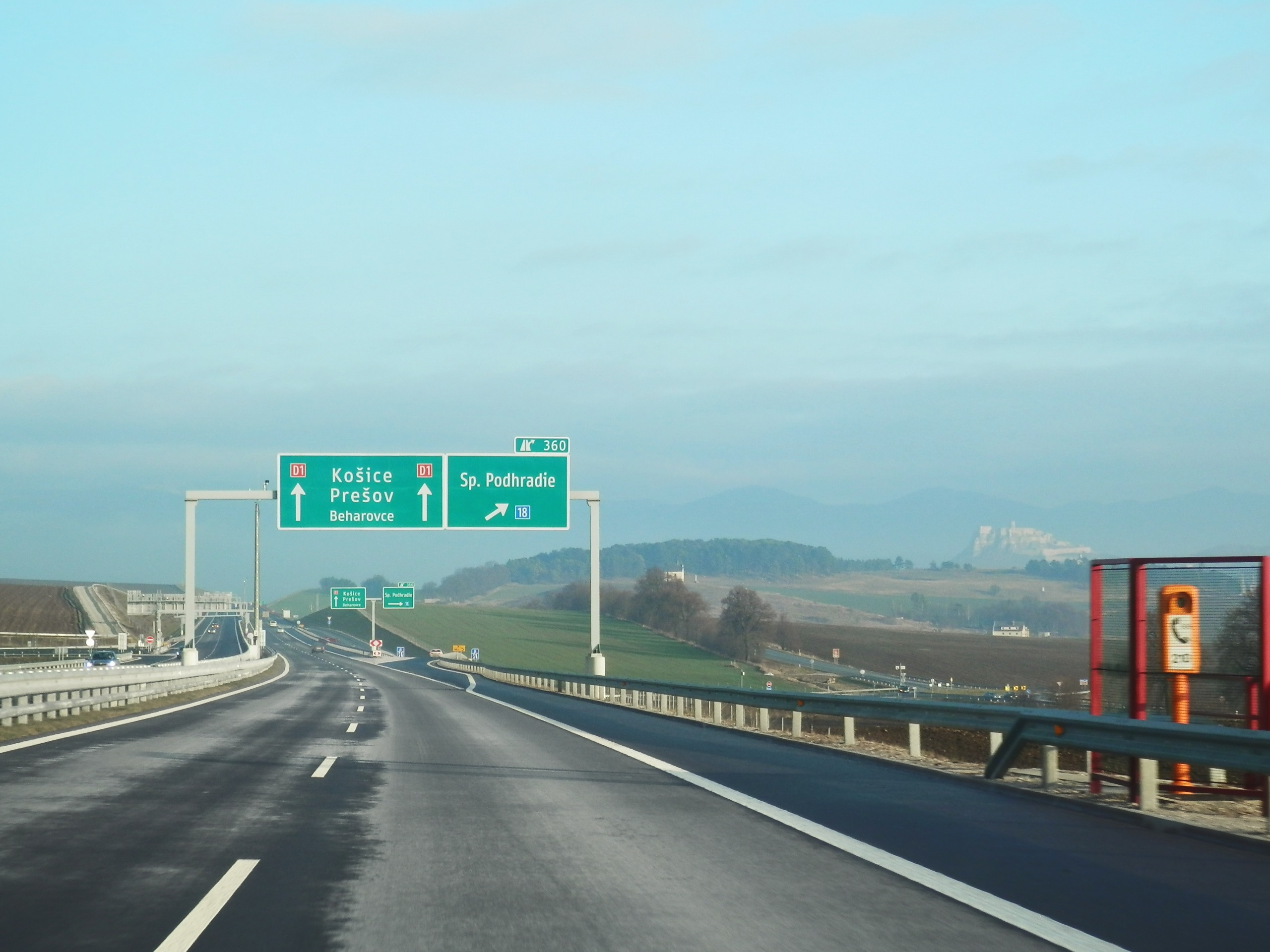

De D1 autosnelweg (D1) is de belangrijkste en langste Slowaakse autosnelweg, die de hoofdstad Bratislava zal verbinden met de grensovergang van Vyšné Nemecké - Oezjhorod op de grens met Oekraïne door Trnava, Trenčín, Žilina, Martin, Poprad, Prešov, Košice en Michalovce. Het maakt deel uit van de "A" 5e pan-Europese corridor met de route (Triëst) - Bratislava - Žilina - Košice - (Oezjhorod - Lviv) en de Europese wegen E50, E58, E75, E442 en E571.

## Traject
De D1 loopt vanaf Bratislava in noordoostelijk richting langs Trnava, Trenčín, Považská Bystrica en Žilina (tot hier E50/E75, daarna E50), daarna in oostelijke richting langs Martin, Poprad en Prešov, daarna verder in zuidelijke richting naar Košice (vanaf hier E50/E58) en daarna weer in oostelijke richting via Michalovce tot aan de grens bij Oezjhorod (Oekraïne).
De volgende trajecten, met een totale lengte van 259 kilometer, zijn gereed: Bratislava - Považská Bystrica-West, Považská Bystrica-Noord - Hričovské Podhradie, Ivachnová - Važec, Beharovce - Fričovce en Prešov - Košice.
De volgende trajecten, met een totale lengte van 46 kilometer zijn in aanbouw: Važec - Jánovce en Svinia - Prešov-West.